# Сорокинская сельская территория
Сорокинская сельская территория — административно-территориальная единица Старооскольского городского округа включающая в себя 4 села и 2 хутора: Сорокино, Нижнеатаманское, Нижне-Чуфичево, Великий Перевоз, Игнатовка, Сумароков. Административный центр — село Сорокино.

## Состав сельской территории
| № | Населённый пункт | Тип населённого пункта       | Население |
| - | ---------------- | ---------------------------- | --------- |
| 1 | Великий Перевоз  | село                         | ↘45       |
| 2 | Игнатовка        | хутор                        | ↗57       |
| 3 | Нижне-Чуфичево   | село                         | ↗120      |
| 4 | Нижнеатаманское  | село                         | ↗156      |
| 5 | Сорокино         | село, административный центр | ↘582      |
| 6 | Сумароков        | хутор                        | ↘11       |

## Географические данные
| Общая площадь        | 4552 га. |
| -------------------- | -------- |
| Сельхозугодья        | 2123 га. |
| Пашня                | 1708 га. |
| Сенокосы, пастбища   | 450 га.  |
| Леса и лесополосы    | 42,5 га. |
| Реки, пруды, водоемы | 17 га.   |
| Протяженность дорог  | 40 км.   |